# 吳敏 (宋朝)
吴敏（?—?），字元中，真州（今江苏省仪征市）人，宋朝政治人物，靖康之变前官至宰相（少宰），曾经推荐李纲。

## 生平
大观二年（1108年），辟雍私试，吴敏中为首选。蔡京喜欢他的文章，想把女儿嫁给他，吴敏推辞。吴敏被擢升浙东学事司干官，为秘书省校书郎，蔡京推荐他充任馆职。中书侍郎刘正夫以吴敏未尝过省，不同意，蔡京请宋徽宗御笔特召上殿，官除右司郎官。御笔自此始，违抗者以大不恭论，于是权幸争请御笔，门下省缴驳之任荒废。吴敏升中书舍人、同修国史，改给事中。吴敏为蔡京所引，郑居中秉政，吴敏数言其失，郑居中讨厌他。吴敏因驳盗当死者犯罪，罢为右文殿修撰、提举南京鸿庆宫。之后，再为给事中、权直学士院兼侍讲。
宣和七年（1125年），宋徽宗将内禅，蔡攸探知上意，引进吴敏入对。宰相执政皆在，吴敏奏事：“金人渝盟，举兵犯顺，陛下何以待？”宋徽宗尴尬地说：“奈何！”当时宋徽宗东迁之计已定，命户部尚书李棁先出守金陵。吴敏离开御前，到都堂说：“朝廷便为弃京师计，何理也？此命果行，须死不奉诏。”宰执都赞同他的言论，李棁遂没有成行。皇太子赵桓除开封尹，宋徽宗去意益决，吴敏奏对推荐李纲。李纲曾经对吴敏说徽宗宜传位，如唐天宝故事，所以吴敏推荐他，希望徽宗对于传位的事情或有所问。第二日，宰相奏事，徽宗独留李邦彦，提及吴敏的奏对。命除吴敏门下侍郎，辅太子。吴敏惊骇：“臣既画计，当从陛下巡幸。陛下且传位，而臣受不次之擢，臣曷敢？”徽宗说：“不意卿乃尔敢言。”于是命吴敏起草传位诏。
太子即位为宋钦宗，宋徽宗为上皇出居龙德宫，吴敏与蔡攸同为龙德宫副使，迁知枢密院事，拜少宰。靖康元年（1126年），吴敏主和议，与太宰徐处仁议不合，徐处仁掷笔打中吴敏的脸，吴敏的鼻尖被染黑。唐恪、耿南仲、聂山欲排除二人取而代之，让言官御史中丞李回弹劾他们，徐处仁与吴敏一起罢相，徐处仁以观文殿大学士为中太一宫使，吴敏为观文殿大学士、醴泉观使。不久，言官说他依附于蔡京父子，吴敏于是出知扬州，再贬崇信军节度副使，涪州安置。建炎初年，移柳州。宋高宗用范宗尹的举荐，起吴敏知潭州，吴敏辞免，于是提举洞霄宫。绍兴元年（1131年），复观文殿大学士，为广西、湖南宣抚使，在任上去世。

## 延伸阅读
[在维基数据编辑]
 《宋史·卷352》，出自脱脱《宋史》